# كهف دي سويت
كهف دي سويت، (الاسم الفرنسي في العصور الوسطى ؛ بالفرنسية الحديثة: Cave de Suète  ) ، والمعروف من مصادر لاتينية في العصور الوسطى باسم Cava de Suet، و حبس جلداك باللغة العربية في العصور الوسطى ، و تعني عين الحابس في اللغة العربية الحديثة، في المرتبة 12 - قلعة كهف تعود للقرن، بُنيت في المنحدرات الجنوبية لمضيق نهر اليرموك في الأردن حاليًا،  الجانب الآخر من السفوح الجنوبية لمرتفعات الجولان .  كانت تقع على حافة منطقة Terre de Suète  (السواد بالعربية).

## التاريخ
أقيمت القلعة عام 1109 بين أنقاض الرهبنة البيزنطية لورا  بعد تدمير قلعة العال. في عام 1109 ، تم إعلان الهدنة بين بلدوين الأول وتوجتكين، أتابك دمشق، والمنطقة ارض السويت والمحيطة بها ، ، كان من المفترض أن تحكمها القدس ودمشق كمجمع سكني. ومع ذلك، هاجم توجتكين القلعة عام 1111 ، مما أسفر عن مقتل حامية الفرنجة ، لكن الفرنجة استعادتها بعد ذلك بعامين. استولى المسلمون على القلعة عام 1118 لكنهم فقدوها في حملة بلدوين الثاني التي أسفرت عن الاستيلاء على وادي اليرموك بأكمله. حاصر نور الدين كهف دي سويث عام 1158، لكنه تراجع مع اقتراب بلدوين الثالث.  في عام 1182 ، استولى فاروق شاه، ابن شقيق صلاح الدين، على القلعة، ليعود إلى سيطرة الفرنجة في وقت لاحق من ذلك العام،  حيث بقيت حتى فترة وجيزة قبل فتوحات صلاح الدين الأيوبي عام 1187.

## الفهرس
- بالدوين ، مارشال دبليو ، وستون ، كينيث إم ، تاريخ الحروب الصليبية: المجلد الأول ، المائة عام الأولى ، مطبعة جامعة ويسكونسن ، ماديسون ، 1969 ، الصفحات. 522 ، 542 ، 642.
- ديفايس ، سيدريك ، الفتح الفرنجي: قرن من التمزق (1099-1189) ، في أطلس الأردن ، ميريام أباسا ، Presses de l'Ifpo ، 2013
- كينيدي ، هيو ، Crusader Castles ، Cambridge University Press ، 2001 ، pp.40 ، 52-53
- موراي ، آلان ف. ، موسوعة الحروب الصليبية ، ABC-CLIO ، سانتا باربرا ، 2006 ، ص 233 ، 1157-1158
- نيكول ، ديفيد ، عين الحابس: The Cave de Sueth ، Archéologie médiéval 18 (1988) ، 113-140
- رونسيمان ، ستيفن ، تاريخ الحروب الصليبية ، المجلد الثاني: مملكة القدس والفرنجة الشرقي ، 1100-1187 ، مطبعة جامعة كامبريدج ، لندن ، 1952 ، ص 95-96.